# Brox Sisters
Le Brox Sisters sono state un trio di cantanti statunitense attivo negli anni '20 e '30.

## Formazione
Il trio era composto da tre sorelle, originarie del Tennessee:
- Lorayne (nata Eunice, 11 novembre 1901 – 14 giugno 1993)
- Bobbe (nata Josephine Brock, 28 novembre 1902 – 2 maggio 1999)
- Patricia (nata Kathleen, 14 giugno 1904 – 27 agosto 1988).

Il loro cognome d'origine era Brock, ma venne cambiato in Brox.

## Attività
Il trio ha lavorato per il teatro di Broadway, soprattutto nelle rappresentazioni di musical e vaudeville, collaborando con Irving Berlin, Fratelli Marx, Eddie Cantor e altri.
Per quanto riguarda il cinema, le sorelle sono apparse in diversi film tra cui Hollywood che canta e Il re del jazz.
Hanno inciso dei dischi per Brunswick Records e Victor Records.